# Blaine Stoughton
Blaine A. Stoughton (* 13. März 1953 in Gilbert Plains, Manitoba) ist ein ehemaliger kanadischer Eishockeyspieler, der von 1973 bis 1984 für die Pittsburgh Penguins, Toronto Maple Leafs, Hartford Whalers und New York Rangers in der National Hockey League sowie die Cincinnati Stingers, Indianapolis Racers und New England Whalers in der World Hockey Association spielte.

## Karriere
Stoughton spielte während seiner Juniorenzeit zu Anfang der 1970er-Jahre bei den Flin Flon Bombers in der Western Canada Hockey League (WCHL). Er war Topscorer seines Teams und Torschützenkönig der Liga in der Saison 1971/72. Im NHL Amateur Draft 1973 holten ihn dann die Pittsburgh Penguins als siebten Spieler in die National Hockey League (NHL). Im Draft der World Hockey Association (WHA) wurde er in der zweiten Runde als 14. von den Nordiques de Québec ausgewählt.
Man holte ihn bei den Penguins sofort in den Kader, doch er spielte in seiner ersten Saison häufig im Farmteam der Penguins, bei den Hershey Bears in der American Hockey League (AHL). Nach Saisonende wurde er an die Toronto Maple Leafs abgegeben, wo er die gesamte Saison 1974/75 in der NHL spielen durfte. In seinem zweiten Jahr bei den Leafs, wurde er oft ins Farmteam zu den Oklahoma City Blazers in der Central Hockey League (CHL) geschickt.
In der WHA hatten die Nordiques die Rechte an ihm im Expansion Draft an die Cincinnati Stingers verloren und diese holten ihn zur Saison 1976/77. Dort beeindruckte er mit 52 Toren und 104 Punkten, die ihn in dieser Saison jeweils in die Top 10 Listen der WHA brachten. Im Laufe der folgenden Spielzeit, die nicht mehr so erfolgreich war, wurde er gemeinsam mit Gilles Marotte und im Tausch für Bryon Baltimore sowie Hugh Harris an die Indianapolis Racers abgegeben. Schon im Laufe der nächsten Saison spielte er im dritten Jahr in der WHA bei seinem dritten Team, den New England Whalers. Nach der Saison wurde die WHA aufgelöst und vier Teams schlossen sich der NHL an.
In der NHL hatte noch immer Toronto die Rechte an ihm, doch beim Expansion Draft holte sich sein bisheriges Team, das nun Hartford Whalers hieß, Blaine zurück und er dankte es mit einer hervorragenden Saison 1979/80. Er schaffte 100 Scorerpunkte und war mit 56 Toren Top-Torjäger der NHL gemeinsam mit Danny Gare und Charlie Simmer. Auch in den folgenden Jahren war er einer der Top-Torjäger der Whalers und wurde auch zum NHL All-Star Game 1982 wurde er berufen. Zum Ende der Saison 1983/84 wurde er im Tausch für Scot Kleinendorst an die New York Rangers abgegeben. 14 Spiele bestritt er noch für die Rangers. Im Jahr darauf spielte er noch einmal in der AHL für die New Haven Nighthawks. 
Nach einer Auszeit ging er nach Italien und spielte noch eine Saison mit dem HC Asiago.
Anfang der 1990er-Jahre war er Assistenztrainer in der International Hockey League (IHL) bei den Cincinnati Cyclones und in der AHL bei den Springfield Indians bzw. Springfield Falcons. Als Cheftrainer betreute er später noch die Austin Ice Bats in der Western Professional Hockey League (WPHL).

## Auszeichnungen
- 1980: Torschützenkönig der NHL gemeinsam mit Danny Gare und Charlie Simmer

## Team-Rekorde
- 56 Tore für die Hartford Whalers (NHL 1979/80)